# リヒテンシュタインの国章
リヒテンシュタインの国章（リヒテンシュタインのこくしょう）はリヒテンシュタイン家の紋章でもある。
この紋章は、リヒテンシュタイン家の歴史であり、リヒテンシュタインが征服や婚姻によって関わったヨーロッパの多くの地をも示している。
紋章の左上はシレジア、右上はキューンリング家、左下は、トロッパウ公。右下は、リートバーグ、東フリースラントのキルクセナ家の紋章である。ベースはクルノフ公の紋章である。そして中央にはリヒテンシュタイン家の金と赤の盾が描かれている。クラウンとベールには紫の布地（裏地はアーミン = オコジョの毛皮）が使われている。

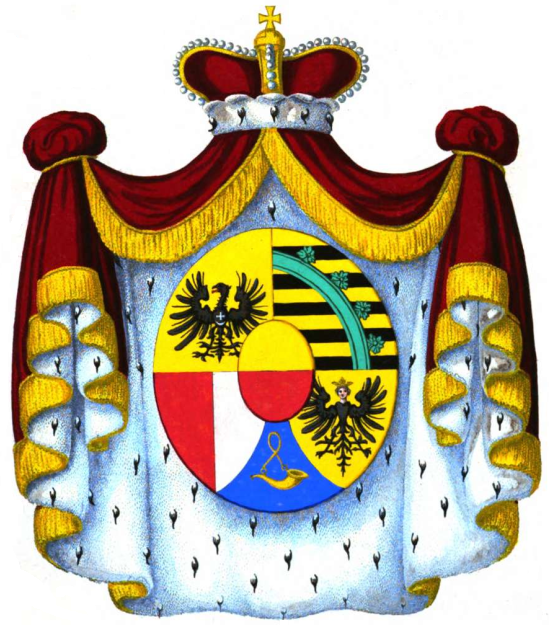
1846年の紋章